# Oroperipatus soratanus
Oroperipatus soratanus är en klomaskart som först beskrevs av Eugène Louis Bouvier 1901.  Oroperipatus soratanus ingår i släktet Oroperipatus och familjen Peripatidae. Inga underarter finns listade i Catalogue of Life.